# بيج دادي في

بيج دادي في (بالإنجليزية: Viscera)‏ مصارع يعمل في اتحاد wwe من عام 1993 بدأ وكان يتدرب على يد المصارع هوجن وزنه 490 باوند وطوله 6,06 اقدام واستطاع هزيمة يوكزونا وعديد المصارعين لكنه لم يحقق أي إنجاز بدا المصارعة كان اسمه فيسرا لكنه عام 2007 بدله إلى بيج دادي في ظل إلى عام 2009 ولم يحقق أي انجاز وتحدى سم ام بنك على حزام ecw وخسر امامه وكان مظلوم وخسر امام الاندرتيكر بالإخضاع وتحداه مباراة غير متكافئة مارك هنري وبيج دادي وفاز الاندرتيكر واعتزل المصارعة لسبب فشله، الإنجاز الوحيد الذي حققه هي بطولة ملك الحلبة وكانت في عام 1995 أهم أعدائه الاندرتيكر وكين وبوقيمون ودان بريمر.

## الوفاة
توفي في 18 فبراير 2014 عن عمر يناهز 43.

## روابط خارجية
- بيج دادي في على موقع IMDb (الإنجليزية)
- بيج دادي في على موقع إن إن دي بي (الإنجليزية)
- بيج دادي في على موقع قاعدة بيانات الفيلم (الإنجليزية)
- بيج دادي في على موقع دبليو دبليو إي (الإنجليزية)
- بيج دادي في على موقع WrestlingData.com (الإنجليزية)
- بيج دادي في على موقع CageMatch worker (الإنجليزية)
- بيج دادي في على موقع قاعدة بيانات المصارعة على الإنترنت (الإنجليزية)
- بيج دادي في على موقع عالم المصارعة على الإنترنت (الإنجليزية)
- بيج دادي في على موقع عالم المصارعة على الإنترنت (الإنجليزية)